# Подусільнянська сільська рада
| Подусільнянська сільська рада — колишній орган місцевого самоврядування у Перемишлянському районі Львівської області з адміністративним центром у с. Подусільна. Історична дата утворення: в 1994 році. Сільській раді підпорядковані населені пункти: - с. Подусільна |

## Склад ради
Рада складається з 12 депутатів та голови.

### Керівний склад ради
| ПІБ                      | Основні відомості                                                                                   | Дата обрання | Дата звільнення |
| ------------------------ | --------------------------------------------------------------------------------------------------- | ------------ | --------------- |
| Пігій Іван Володимирович | Сільський голова, 1961 року народження, освіта, член Української Народної Партії                    | 26.03.2006   | 31.10.2010      |
| Пігій Іван Володимирович | Сільський голова, 1961 року народження, освіта середня спеціальна, член Української Народної Партії | 31.10.2010   |                 |

Примітка: таблиця складена за даними джерела